# 34689 Flewelling
34689 Flewelling è un asteroide della fascia principale. Scoperto nel 2001, presenta un'orbita caratterizzata da un semiasse maggiore pari a 2,6178134 au e da un'eccentricità di 0,2546699, inclinata di 13,10454° rispetto all'eclittica.